# Zpěvník (album, 2002)
Zpěvník (2002) je kompilační album obsahující písničky autorské dvojice Zdeněk Svěrák a Jaroslav Uhlíř nahrané v letech 1987 až 2001. Album obsahuje celkem 26 písní, přičemž 24 z nich bylo již na předchozím vydání z roku 1997.

## Seznam písniček
1. „Holubí dům“ – 3:59
2. „Krávy, krávy“ – 4:25
3. „Barbora píše z tábora“ – 3:06
4. „Jaro dělá pokusy“ – 3:10
5. „Pan doktor Janoušek“ – 2:38
6. „Auta“ – 3:15
7. „Náušnice z třešní“ – 2:05
8. „Moje milá plaví koně“ – 2:57
9. „Edu vzali k fotografovi“ – 3:03
10. „Mléčný bar“ – 2:45
11. „Svátek zvířat“ – 1:53
12. „Národy, mějte se rády“ – 4:02
13. „Voda, voděnka“ – 2:06
14. „Když jsem já šel do lidušky“ – 3:10
15. „Ořech v medu“ – 2:03
16. „Dědečku neskuhrej“ – 3:08
17. „Ta naše hospoda“ – 2:55
18. „Když se zamiluje kůň“ – 3:35
19. „Prázdniny u babičky“ – 2:42
20. „Chválím tě, Země má“ – 3:56
21. „Opičí kapela“ – 2:42
22. „Hlavně, že jsme na vzduchu“ – 2:13
23. „Oči a oka“ – 2:15
24. „Skálo, sklálo, skálo“ – 2:31
25. „Vlasy až na záda“
26. „Zapadání“